# フセイン・モハメド
フセイン・モハメド（英語：Hussein Mohammed）は、第3代大統領イディ・アミンの統治中のウガンダにてジンジャに駐屯していたウガンダ軍のイーグル大佐カダフィ大隊（Eagle Colonel Gaddafi Battalion）の指揮官を務めたウガンダ軍将校である。

## 生涯

### 出自・軍での昇進
フセイン・モハメドはヌビア人またはカクワ人（Kakwa people）として生まれたとされ、イスラム教徒であった。ある時、ウガンダ軍に加わり、非識字であったにもかかわらず階級を上げ、1968年までには伍長を務めていた。ウガンダの大佐バーナード・ルウェフルル（Bernard Rwehururu）の推測によると、フセインは1971年のウガンダクーデター（1971 Ugandan coup d'état）の準備に深く関与し、アミンを政権に就けたという。昇進の正確なタイミングは未だ論争の最中にあるが、アミンの新体制になるとすぐに昇進し位の高い指揮官になっている。ルウェフルルはクーデター後にフセインが中佐に直接昇進したと述べている一方、実業家のコンラッド・ヌクトゥ（Conrad Nkuutu）曰く、フセインは1973年までに大佐となっており、ジンジャのカダフィ兵舎の「駐屯地司令官」を務めたのだという。ジャーナリストのファウスティン・ムガベ（Faustin Mugabe）によると、1974年3月までにフセインは中佐となっており、ジンジャの軍の「司令官」であったという。対照的に、当時のBBCは、フセインが1975年までにまだ少佐であり、その年の4月に中佐に任命されたと報じている。

### 軍において
いずれにせよ、フセインはアミン政権下における政権への反対勢力を鎮める上で重要な役割を果たした。軍事政権下の1973年1月、軍事諜報員がジンジャでシャバン・ヌクトゥ（Shaban Nkutu）という時の労働大臣を誘拐した。 ヌクトゥの家族は、ジンジャの地区委員であるエズロン・カクヨ（Mzee  Hezron Kakuyo）に助けを求めた。大臣の失踪にはモハメドの所属するカダフィ大隊が関与したのではないかと疑って、カクヨはフセインに連絡した。「大臣はすでに軍によって解放され、リッポンガーデン（ジンジャ）にある彼の住居に戻っている」と虚偽の主張をした。2人はクレステッドクレーンホテル（Crested Crane Hotel）で会い、フセインはカクヨによるヌクトゥの命乞いを怒って拒み、ヌクトゥについて「既に軍によって解放され、リッポンガーデン（ジンジャ）にある自宅に戻っていると虚偽の主張をした。（自宅にいって）会い、二度と私に（ヌクトゥについて）尋ねるな」と言った。アミン政権は後にヌクトゥを裏切り者と宣言し、最終的にヌクトゥの遺体はナイル川に浮かんでいる状態で発見されることとなった。
1974年3月、反乱（Arube uprising）によりアミン政権は転覆寸前のところまで追い込まれた。不安に陥った兵士をなだめるべく、ムスタファ・アドリシ（Mustafa Adrisi）を参謀長に任命した。アドリシはすぐに自らの権力を乱用した「不貞の兵士を取り締まる」ことを誓った。その一人はアミンの兄弟イディ・ネビ（Idi Nebbi、別名「モシェ・アミン（Moshe Amin）」）だった。アドリシは、ネビを無理やり車のトランクに押し込んで、ジンジャまで連れて行くように命じた。到着直後の運転手からの報告を受けたフセインは、アドリシに電話をかけ、「あなたの運転手はトランクの中の「荷物」を持って私に報告した」と告げ、2人をアドリシに送り返した。ネビはこの体験に恐怖を感じ、態度を改めた。他の兵士もこの話を聞き、ウガンダ軍の規律は改善されたという。

### ウガンダ・タンザニア戦争と亡命
1975年4月、フセイン・モハメドはナカセロ（Nakasero）将校会食堂での会議でアミン大統領から、アイザック・マリヤムング（Isaac Maliyamungu）の後任としてカダフィ大隊全体の長に昇進することになった。ウガンダ・タンザニア戦争が勃発したとき、モハメド率いるカダフィ大隊はウガンダ東部の確保に大きく寄与した。 1979年3月2日から3月4日にかけて、アミン政権打倒を目指す反乱軍は国境を越えて、トロロの町を攻撃（トロロの戦い）、カダフィ大隊はこの襲撃を撃退するのに貢献した。しかし、戦局はウガンダに不利になり、1979年4月10日から4月11日にかけて、首都カンパラはタンザニア人民防衛軍（TPDF）と反乱軍により陥落した。新しいウガンダ政府が置かれ、残るアミンの軍には降伏するよう訴えた。伝えられるところによると、フセインは降伏の意向があり、カダフィ大隊の兵舎で部下に話したという。この時のある警察官は後に、多くの兵士が西ナイルの部族に属し、アミンのパルチザンとしての処刑されるのを恐れたため、降伏に激しく反対したとしている。このために部隊間で戦闘が勃発し、結局大隊は崩壊した。フセインは、命令に従わなくなった部隊を見捨てることにし、その地位を捨て、大隊の他の「多くの」兵士を伴って4月初旬にケニアに逃亡した 。マラバ（Malaba, Kenya）の地から国境を越えて降伏した。ケニア政府はモハメドに亡命を許可し、ナイロビに移住することとなった。ジャーナリストのジョナサン・C・R（Jonathan C. R.）によると、フセインの亡命は「アミンが頑固な支持者（diehards）以外から見捨てられたことを示す最後の証拠」であったという。伝えられるところによると、この後ジンジャの支配者は「誰も」いなくなったようだが、カダフィ大隊の一部の部隊は、1979年4月22日にジンジャがTPDFに占領されるまで抵抗を続けたという。